# Zhang Zhidong
Zhang Zhidong (ur. 4 września 1837, zm. 5 października 1909) – chiński urzędnik (mandaryn) z czasów dynastii Qing, jeden z najważniejszych polityków okresu schyłku cesarstwa. W przeciwieństwie do wielu qingowskich arystokratów z pochodzenia był Chińczykiem, a nie Mandżurem.
W 1880 roku, podczas zatargu granicznego pomiędzy cesarstwem chińskim a Rosją o rzekę Ili w Turkiestanie Zachodnim Zhang udowadniał na dworze, że armia chińska jest w stanie dotrzeć do Petersburga, zdobyć miasto i rozpocząć okupację swojego północnego sąsiada.
Od 1882 roku był gubernatorem Shanxi, w dwa lata później został gubernatorem generalnym "dwóch Guangów" (Guangdong i Guangxi), a w 1889 roku Hunanu i Hebei. W czasie swoich rządów w Wuhanie dbał o rozwój przemysłu, założył hutę żelaza, a także szkoły: kolejową, rzemieślniczą, górniczą i telegraficzną, oraz akademię wojskową. Był jednym z najbliższych popleczników cesarzowej Cixi, zwolennikiem polityki samoumocnienia i w 1898 roku podczas stu dni reform wystąpił przeciwko reformatorom. Jako konfucjanista był autorem sławnego hasła chińska nauka to fundament, a zachodnia wiedza służy celom praktycznym (中学为体，西学为用; zhōngxué wéi tǐ, xīxué wéi yòng), które oznaczało chęć zachowania tradycyjnego systemu społeczno-filozoficznego, a modernizację jedynie na poziome technologii. 
W czasie powstania bokserów nawiązał porozumienie z Yuan Shikaiem, wystąpił przeciwko powstańcom i znalazł się w gronie arystokratów którzy wymogli na Cixi wydanie 29 stycznia 1901 roku edyktu reformatorskiego. Od tego czasu należał do największych zwolenników ostrożnych, przeprowadzanych odgórnie przez dwór w Pekinie reform.
Od 1907 roku sprawował urząd Wielkiego Sekretarza i Wielkiego Radcy Dworu.